# Littenheim
 Littenheim (en alsacià Littne) és un municipi francès, situat a la regió del Gran Est, al departament del Baix Rin. L'any 2005 tenia 252 habitants.
Forma part del cantó de Saverne, del districte de Saverne i de la Comunitat de comunes del Pays de Saverne.

## Demografia
| 1962 | 1968 | 1975 | 1982 | 1990 | 1999 |
| ---- | ---- | ---- | ---- | ---- | ---- |
| 232  | 253  | 253  | 266  | 247  | 220  |

## Administració
| Període | Identitat    | Partit |
| ------- | ------------ | ------ |
| 2001-   | Bernard Lutz |        |